# Ceylonthelphusa
Ceylonthelphusa é um gênero de caranguejo-de-água-doce endêmico do Sri Lanka, onde habita florestas úmidas baixas,  pântanos e rios. Várias espécies estão na lista vermelha da IUCN de espécies ameaçadas, com o principal fator de risco sendo a destruição de seu habitat. Ceylonthelphusa contém as seguintes espécies:
- Ceylonthelphusa alpina Bahir & Ng, 2005 [2]
- Ceylonthelphusa armata (Ng, 1995) [3]
- Ceylonthelphusa austrina (Alcock, 1909)
- Ceylonthelphusa callista (Ng, 1995) [4]
- Ceylonthelphusa cavatrix (Bahir, 1998) [5]
- Ceylonthelphusa diva Bahir & Ng, 2005 [6]
- Ceylonthelphusa durrelli Bahir & Ng, 2005 [7]
- Ceylonthelphusa kandambyi Bahir, 1999 [8]
- Ceylonthelphusa kotagama (Bahir, 1998) [9]
- Ceylonthelphusa nana Bahir, 1999 [10]
- Ceylonthelphusa nata Ng & Tay, 2001 [11]
- Ceylonthelphusa orthos Ng & Tay, 2001 [12]
- Ceylonthelphusa rugosa (Kingsley, 1880) [13]
- Ceylonthelphusa sanguinea (Ng, 1995) [14]
- Ceylonthelphusa savitriae Bahir & Ng, 2005 [15]
- Ceylonthelphusa sentosa Bahir, 1999 [16]
- Ceylonthelphusa soror (Zehntner, 1894) [17]
- Ceylonthelphusa venusta (Ng, 1995) [18]